# Orgelmuseum Borgentreich

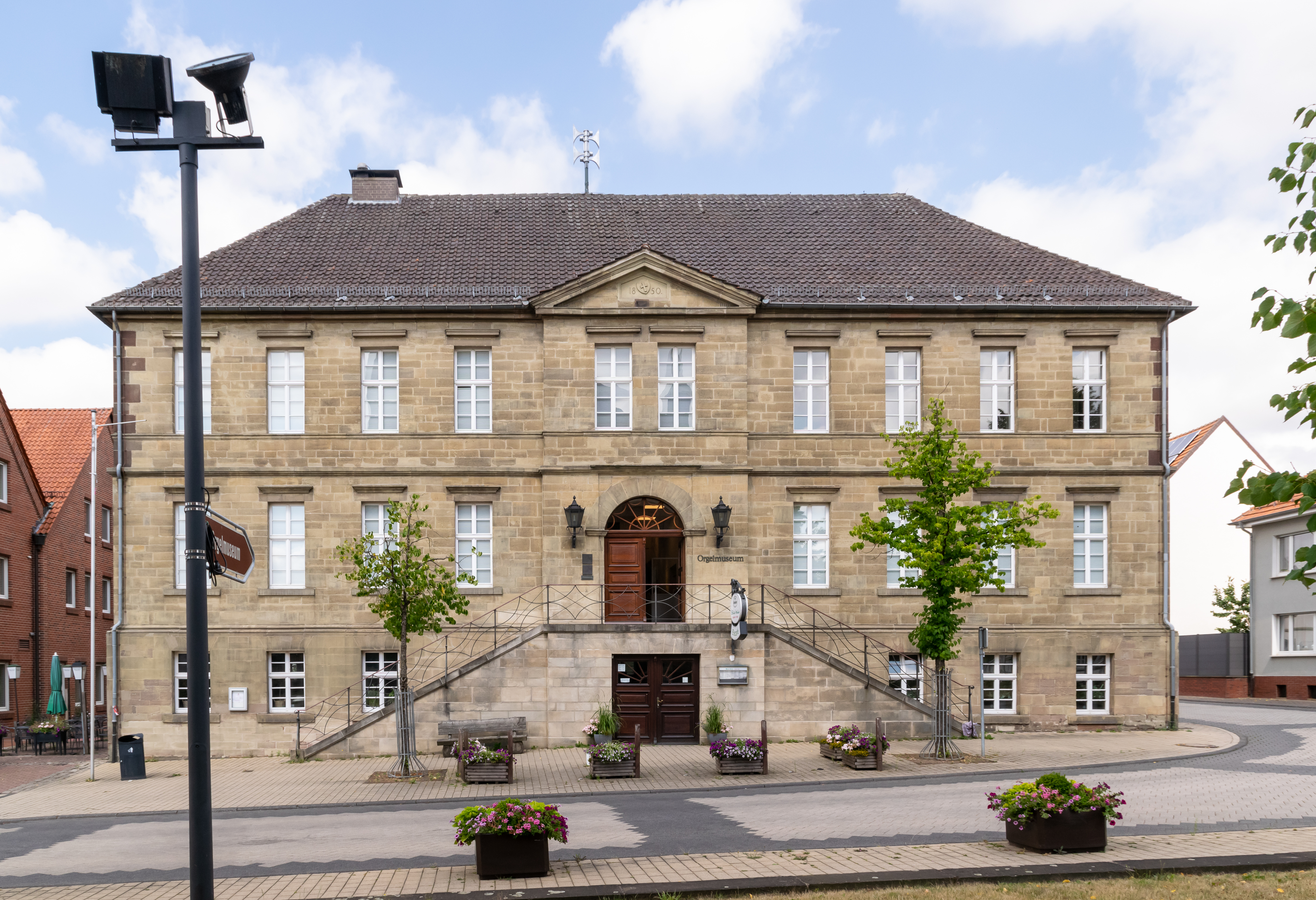
Orgelmuseum Borgentreich

Das Orgelmuseum Borgentreich ist ein im Jahr 1980 gegründetes Musikinstrumentenmuseum und war das erste deutsche Orgelmuseum. Es befindet sich im Zentrum der ostwestfälischen Kleinstadt Borgentreich im Kreis Höxter.

## Geschichte
Die Idee, ein Orgelmuseum zu gründen fußte auf der Tatsache, dass sich in der gegenüberliegenden St. Johannes Baptist-Kirche eine bedeutende historische Orgel befindet. Das Museum wurde im ehemaligen Rathaus, einem klassizistischen Gebäude von 1850 eingerichtet. Zudem verhinderte die Einrichtung des Museums den Abriss des historischen Gebäudes, welches einer Straßenbegradigung weichen sollte.
Bis zum Jahr 1993 wurde das Museum neben- und ehrenamtlich von dem damaligen Kantor Gottfried Haunhorst und seiner Frau Annemarie betreut. Seit 1993 ist die Leitung des Museums durch einen Kooperationsvertrag zwischen der Stadt Borgentreich als Trägerin des Museums und dem Erzbischöflichen Generalvikariat in Paderborn mit der Position des Dekanatskirchenmusikers und Kustos der Orgel in St. Johannes Baptist kombiniert.
Von 2002 bis 2004 wurden die Ausstellungsräume mit Mitteln der europäischen Union, des Landschaftsverbandes Westfalen-Lippe, der Stadt Borgentreich sowie des in Borgentreich ansässigen Orgel-Fördervereins umfassend saniert.
Die Stadt Borgentreich trägt seit dem 24. Mai 2012 den Titel Orgelstadt.

## Konzeption
Das Museum zeigt nicht wie andere Orgelbaumuseen eine Sammlung verschiedener Instrumente, sondern veranschaulicht auf 600 m² mit historischen Exponaten, Leihgaben oder Geschenken von verschiedenen Orgelbauern und Kirchengemeinden die geschichtlichen Entwicklung, die handwerkliche Herstellung und das Funktionsprinzip einer Orgel. Zudem stehen speziell hergestellte Funktionsmodelle bereit. Diese verdeutlichen auch die technischen Aspekte des Orgelbaus. Nach der Wiedereröffnung im Jahr 2004 zeigt sich die Ausstellung in einem neuen Erscheinungsbild. Dabei wurde der didaktische Aufbau unter der Beratung des westfälischen Museumsamtes neu konzipiert.

## Ausstellungsgegenstände (Auswahl)

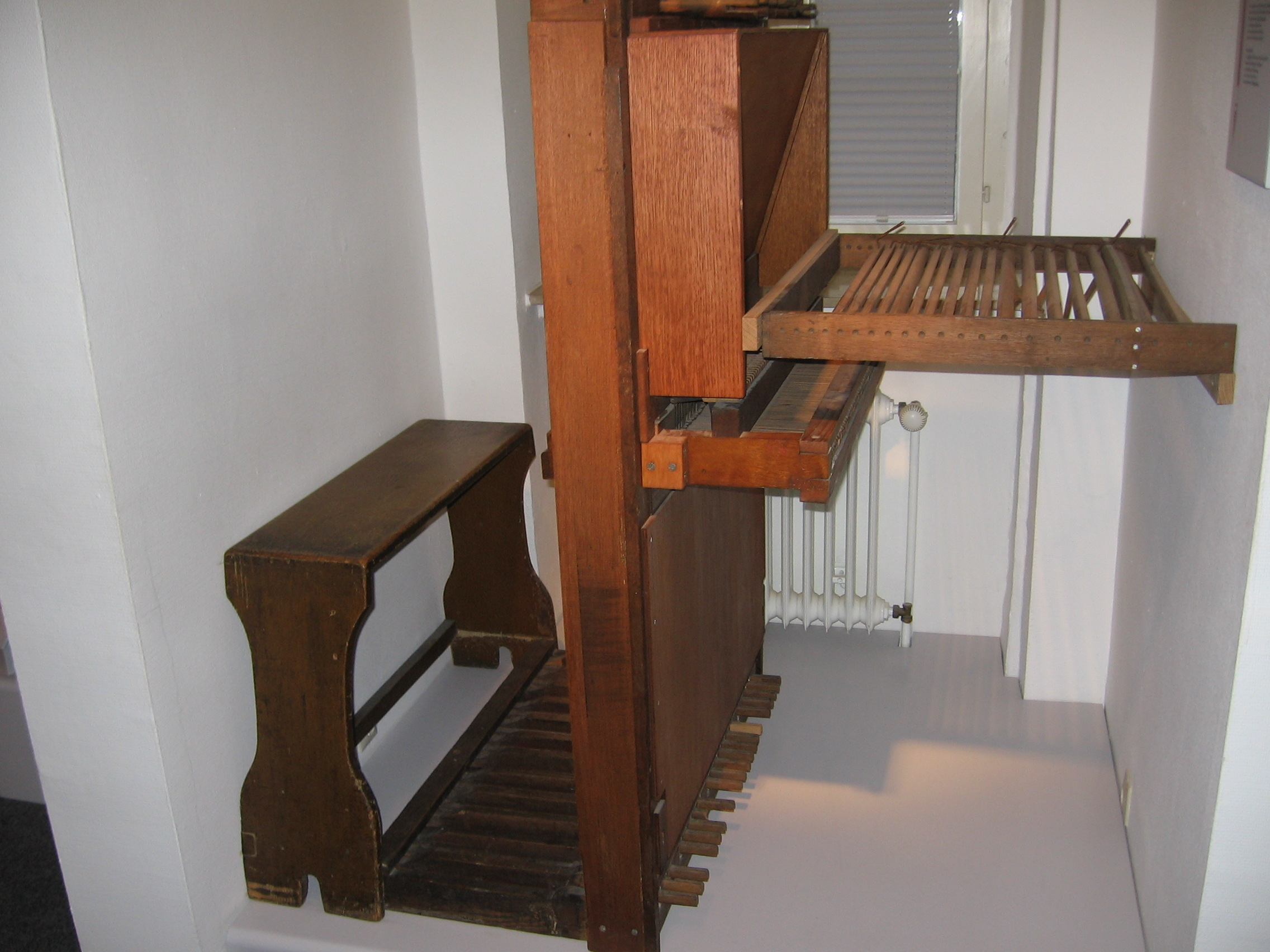
Spieltisch einer Dorforgel um 1850
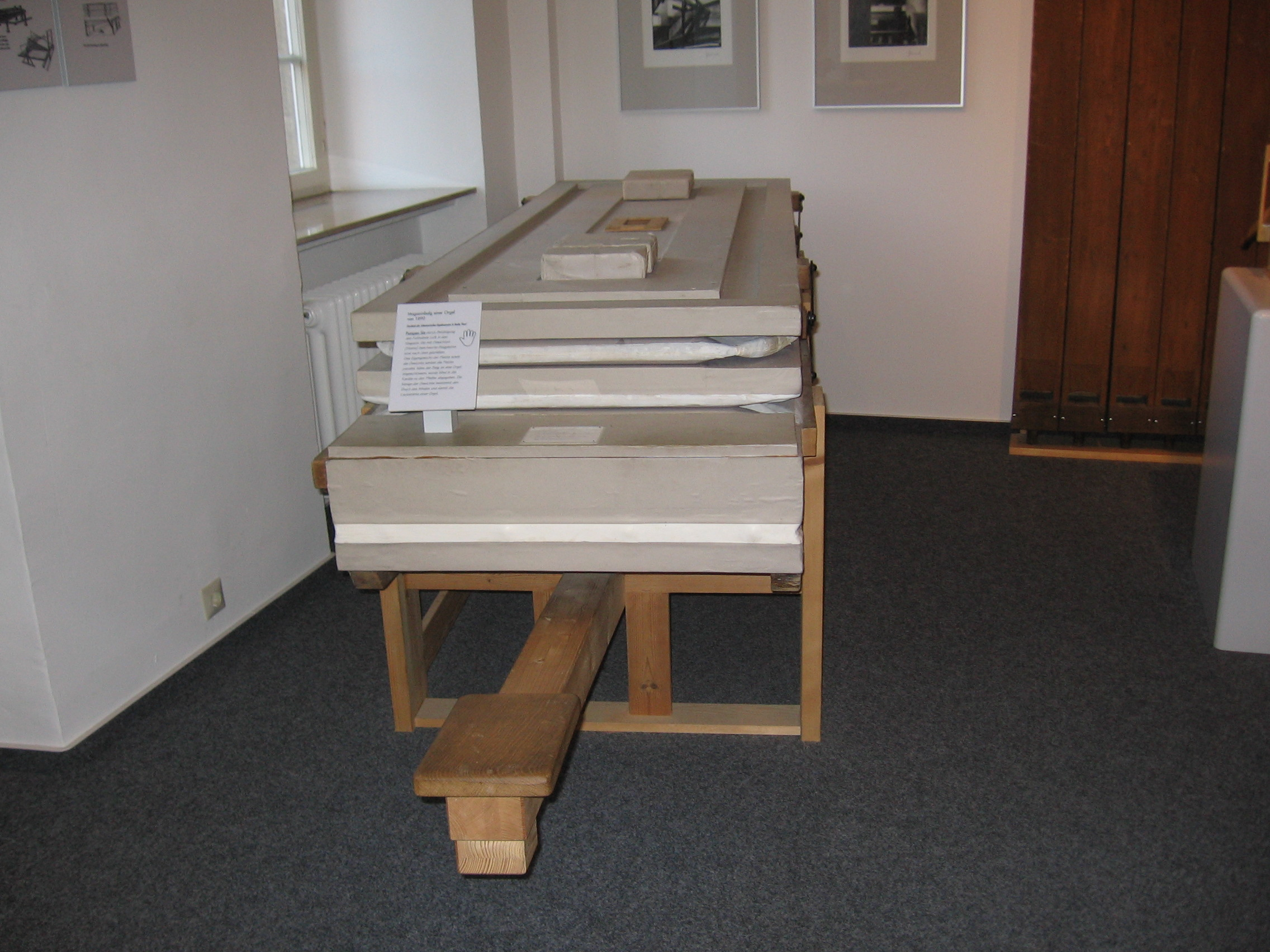
Schöpfbalg mit Treteinrichtung (unten) mit darüber liegendem Parallelbalg (= Magazinbalg)
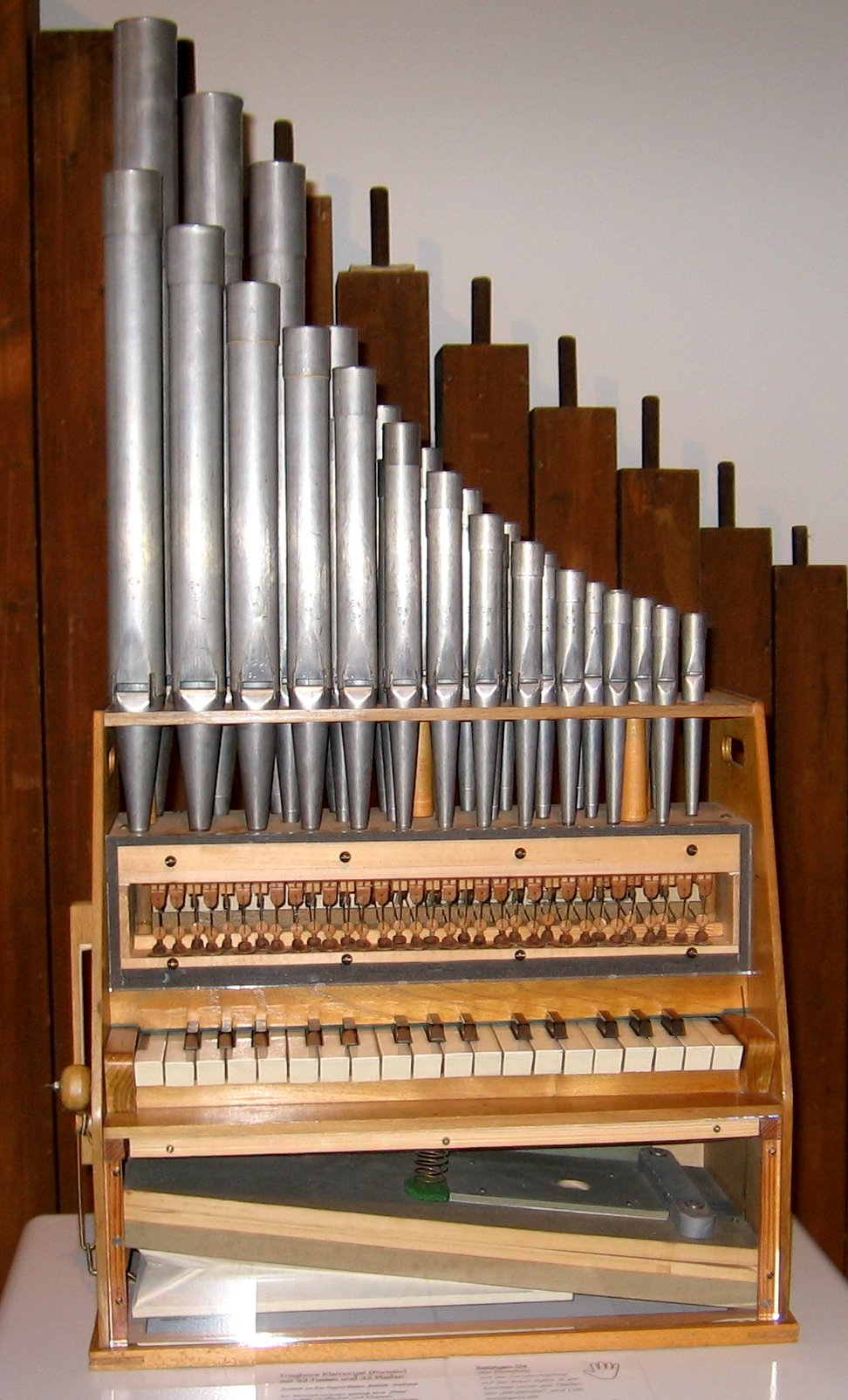
Portativ mit sichtbarer Mechanik
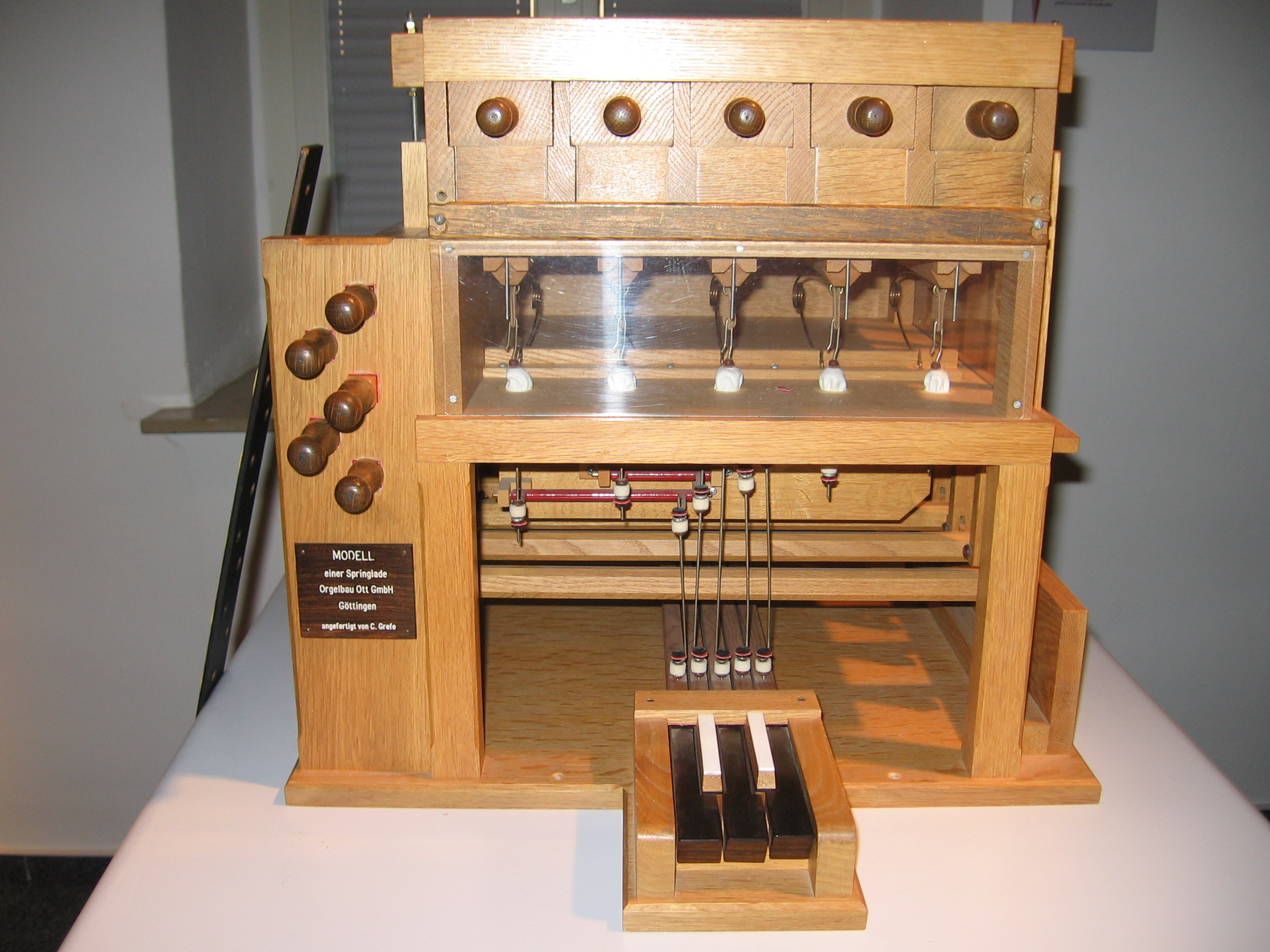
Modell einer Springlade